# إثيل ماكغي ديفيس
إثيل إليزابيث ماكغي ديفيس (30 نوفمبر 1899-13 يوليو 1990) مربية أمريكية، وأخصائية اجتماعية، ومديرة كلية. عملت مستشارة طلابية (1928-1931) وعميدة النساء (1931-1932) في كلية سبيلمان في أتلانتا.
نشأت ديفيس في غرينفيل، جورجيا، التحقت بالمدرسة الابتدائية والثانوية في كلية سبيلمان، حيث تخرجت عام 1919. حصلت على بكالوريوس الآداب من كلية أوبرلين عام 1923، وحصلت على دبلوم الخدمة الاجتماعية من كلية نيويورك للخدمة الاجتماعية عام 1925. أصبحت ديفيس أول أخصائية اجتماعية محترفة أمريكية من أصل أفريقي في إنغلوود، نيوجيرسي، عندما قبلت منصب مدير العمل الاجتماعي في اتحاد الخدمة الاجتماعية لمجتمع إنغلوود الأمريكي من أصل أفريقي في عام 1925.
انتقلت ديفيس إلى أتلانتا في عام 1928 وشغلت منصب كبير المستشارين في كلية سبيلمان، وهناك درست علم الاجتماع. في عام 1930 قبلت زمالة من صندوق جوليوس روزنوالد، وأكملت عمل الدراسات العليا في كلية المعلمين بجامعة كولومبيا، حيث حصلت على درجة الماجستير في الإدارة وشؤون الموظفين في عام 1931. منذ عام 1931 وحتى عام 1932، شغلت ديفيس منصب عميدة النساء في سبيلمان، لتصبح أول مديرة أمريكية من أصل أفريقي وأول مديرة خريجة من سبيلمان. استقالت من منصب العميد في عام 1932 وتزوجت من جون وارن ديفيس، رئيس جامعة ولاية فرجينيا الغربية. انتقلت ديفيس إلى حرم جامعة فرجينيا الغربية في المعهد، فرجينيا الغربية، حيث أقامت حتى عام 1953 في إيست هول، سمح لها منصبها كمضيفة وقائدة، باستقبال زوار متميزين، مثل دبليو، إي، بي دو بويز، ولانغستون هيوز، وإليانور روزفلت. بعد مغادرتها سبيلمان، عملت ديفيس في مجلس أمناء الكلية منذ عام 1940 وحتى عام 1964، وظلت وصية فخرية بعد ذلك.
طوال حياتها البالغة، شاركت ديفيس في مجموعة واسعة من الجهود المجتمعية، بما في ذلك جهود الفتيات والنساء، مثل جمعية الشابات المسيحيات. نشطت مع الرابطة الحضرية الوطنية، والجمعية الوطنية للنهوض بالملونين، ومع المنظمات المسيحية والتعليمية. كان ديفيس متحدثة عامة وجلست في العديد من مجالس الإدارة.
في عام 1954 انتقلت ديفيس وزوجها إلى إنغلوود، نيو جيرسي، وهناك واصلت دعم المنظمات المجتمعية. أقامت ديفيس في إنغلوود لمدة 34 عامًا حتى عام 1989، عندما انتقلت إلى فولز تشيرش بولاية فيرجينيا لتعيش مع ابنتها كارولين إف. ديفيس غليتر حتى وفاتها في عام 1990.

## سيرتها المهنية

### خدمة اجتماعية
أصبحت ديفيس أول أخصائية اجتماعية أمريكية من أصل أفريقي في إنغلوود، نيوجيرسي، عندما قبلت منصب مدير العمل الاجتماعي في اتحاد الخدمة الاجتماعية لمجتمع إنغلوود الأفريقيين الأمريكيين في عام 1925. عملت ديفيس أخصائية اجتماعية في البيت التذكاري لاتحاد الخدمة الاجتماعية، حيث أدارت نوادي وأنشطة الفتيات. سبق لها أن عملت ميدانيًا في البيت التذكاري أثناء دراستها في مدرسة نيويورك للخدمة الاجتماعية. أثناء وجودها في إنغلوود، عملت ديفيس على تحسين العلاقات العرقية في المدينة. نظرًا لأدائها في العمل وسمعتها الطيبة، تلقت عروض عمل من الرابطة الحضرية لنيويورك، والمقر الرئيسي لجمعية الشابات المسيحيات الوطنية، وفرعين محليين لجمعية الشابات المسيحيات.

### كلية سبيلمان
عملت ديفيس مستشارة طلابية في كلية سبيلمان في أتلانتا، ابتداء من سبتمبر 1928. بالإضافة إلى عملها ككبيرة للمستشارين، درست ديفيس علم الاجتماع. حصلت على إجازة لمدة عام واحد من سبيلمان في عام 1930، وقبلت زمالة من صندوق جوليوس روزنوالد لإكمال العمل في الدراسات العليا في كلية المعلمين بجامعة كولومبيا. عادت ديفيس إلى نيويورك، وحصلت على ماجستير في الإدارة وشؤون الموظفين من جامعة كولومبيا في عام 1931، وحصلت على دبلوم كمستشارة للنساء والفتيات. في نفس العام، عُينت ديفيس عميدة النساء في سبيلمان، لتصبح أول مديرة أمريكية من أصل أفريقي في الكلية وأول مديرة من خريجات سبيلمان. أثناء وجودها في نيويورك، عُرض عليها منصب عميد كلية تالاديغا؛ ومع ذلك، فقد رفضت قبول منصب العميد في سبيلمان. شغلت ديفيس منصب عميدة المرأة في الكلية حتى عام 1932. عملت لاحقًا في مجلس أمناء سبيلمان منذ عام 1940 وحتى عام 1964، وظلت وصية فخرية بعد ذلك. كانت أول خريجة من سبيلمان تعمل إدارية للكلية.

### كلية ولاية فرجينيا الغربية
تزوجت ديفيس من جون وارن ديفيس، رئيس كلية ولاية فرجينيا الغربية، في 2 سبتمبر 1932، في حديقة منزل والدتها في إنغلوود. قدم الحفل تشانينغ هيغي توبياس، المسؤول التنفيذي الأول لجمعية الشبان المسيحيين. استقالت من منصبها الإداري في سبيلمان قبل زواجها مباشرة، وانتقلت إلى حرم ولاية فرجينيا الغربية في معهد، فيرجينيا الغربية.
في ولاية فرجينيا الغربية، أقامت ديفيس مع زوجها في إيست هول في الحرم الجامعي. جعلت عائلة ديفيس مقر إقامتهم في إيست هول مركزًا للمناسبات الثقافية والاجتماعية للطلاب وأعضاء هيئة التدريس والزائرين المتميزين، ومن بينهم: ماري ماكليود بيثون، ورالف بانش، وجورج واشنطن كارفر، ودبليو. إي. بي. دو بويز، ولانغستون هيوز، وفيجايا لاكشمي بانديت، وإليانور روزفلت. استضافت ديفيس حفلات كبيرة في صالة إيست هول المفتوحة.
شاركت ديفيس في المؤتمرات المحلية المتعلقة بالعلاقات العرقية، بما في ذلك المؤتمر المهني لعام 1938 الذي عقدته رابطة تشارلستون لتحسين المرأة ومجلس الوكالات الاجتماعية في مقاطعة كاناوا، والاجتماع السنوي المشترك لجمعية الشابات المسيحيات والمجلس الوطني للمرأة اليهودية عام 1952، حيث عملت في لجنة لمناقشة التحيز والاقتراحات لمعالجتها. قدمت عروضًا تقديمية حول الموضوعات المتعلقة بالعرق إلى المنظمات المحلية، ضمت عرض تقديمي عام 1935 إلى اتحاد النساء الوفيات، وعرض تقديمي في عام 1936 عن «الزنجي الأمريكي» إلى أول جمعية ميثودية تبشيرية منزلية للنساء في تشارلستون. شاركت ديفيس في منظمة عشاق الكتب وقدمت مراجعات للكتب وندوات في مقر إقامتها إيست هول، وفي الاجتماعات المحلية. نشطت ديفيس أيضًا في فرع تشارلستون المحلي للجمعية الوطنية للنهوض بالملونين، وفي عام 1933، ألقت خطابًا بعنوان «الشباب والشيخوخة خصوم أم أصدقاء؟». في عام 1943، عملت ديفيس مساعدة سكرتير للجنة بوكر تي واشنطن التذكارية، التي عملت على إقامة نصب تذكاري لبوكر تي واشنطن في مسقط رأسه القريب من مالدن، فيرجينيا الغربية.
استضافت ديفيس بانتظام المشاركات والمؤتمرات الوطنية في ولاية فرجينيا الغربية، بما في ذلك مؤتمر القيادة الوطني لجمعية الشابات المسيحيات في يونيو 1942. بالإضافة إلى استضافة المؤتمرات في ولاية فرجينيا الغربية، قدمت ديفيس بانتظام العروض التقديمية والخطب في الأحداث التعليمية، بما في ذلك التخرج. كانت رئيسة كنيسة كلية سبيلمان في أبريل 1936. في عام 1940، ألقت خطاب التخرج في المدرسة الثانوية لتدريب المعلمين في ولاية فرجينيا الغربية، وفي عام 1951 ألقت خطاب التخرج في مدرسة بولينع الثانوية في لويسبرغ، فيرجينيا الغربية. بعد استقالة زوجها من كلية فرجينيا الغربية في عام 1953، عادت ديفيس إلى الحرم الجامعي في مايو 1955 كمتحدثة رئيسية لبرنامج يوم المرأة في الكلية.

### ليبيريا
في عام 1952 عين الرئيس هاري إس. ترومان زوج ديفيس للعمل تحت إشراف أول سفير أمريكي من أصل أفريقي، إدوارد آر. دودلي، كمدير لبرنامج إدارة التعاون التقني في ليبيريا. وصل عائلة ديفيس إلى مونروفيا في ديسمبر 1952، وبقيا هناك طوال فترة ولايته في عام 1954. أثناء وجودها في ليبيريا، نشطت ديفيس في مؤتمر جمعية الشابات المسيحيات في كلية إبادان الجامعية في إبادان، نيجيريا.